# Kropîvnea, Korosten
Kropîvnea (în ucraineană Кропивня) este un sat în comuna Stavîșce din raionul Korosten, regiunea Jîtomîr, Ucraina.

## Demografie
Componența lingvistică a localității Kropîvnea
     Ucraineană (100%)
Conform recensământului din 2001, toată populația localității Kropîvnea era vorbitoare de ucraineană (100%).